# La Valle
La Valle (Wengen in tedesco, La Val in ladino) è un comune italiano di 1 416 abitanti della provincia autonoma di Bolzano in Trentino-Alto Adige.
Fa parte dei 18 comuni che formano la Ladinia e include parte del Parco naturale Fanes - Sennes - Braies; fa parte del consorzio Alta Badia. Il comune, come l'intera Val Badia, fa parte della comunità comprensoriale della Val Pusteria.

## Geografia fisica
Il comune di La Valle si colloca in Val Badia della quale è una valle laterale del versante orientale. Il territorio del comune infatti è principalmente posto su entrambi i versanti della Val di Spessa (in ladino Val de Spëscia) che è attraversata essenzialmente dal torrente Ciampló (in ladino Rü da Ciamplorët o Rü dla Gana) affluente del Rio Gadera, fiume che solca la Val Badia. Una parte del territorio s'inerpica anche sul versante occidentale della Val Badia.

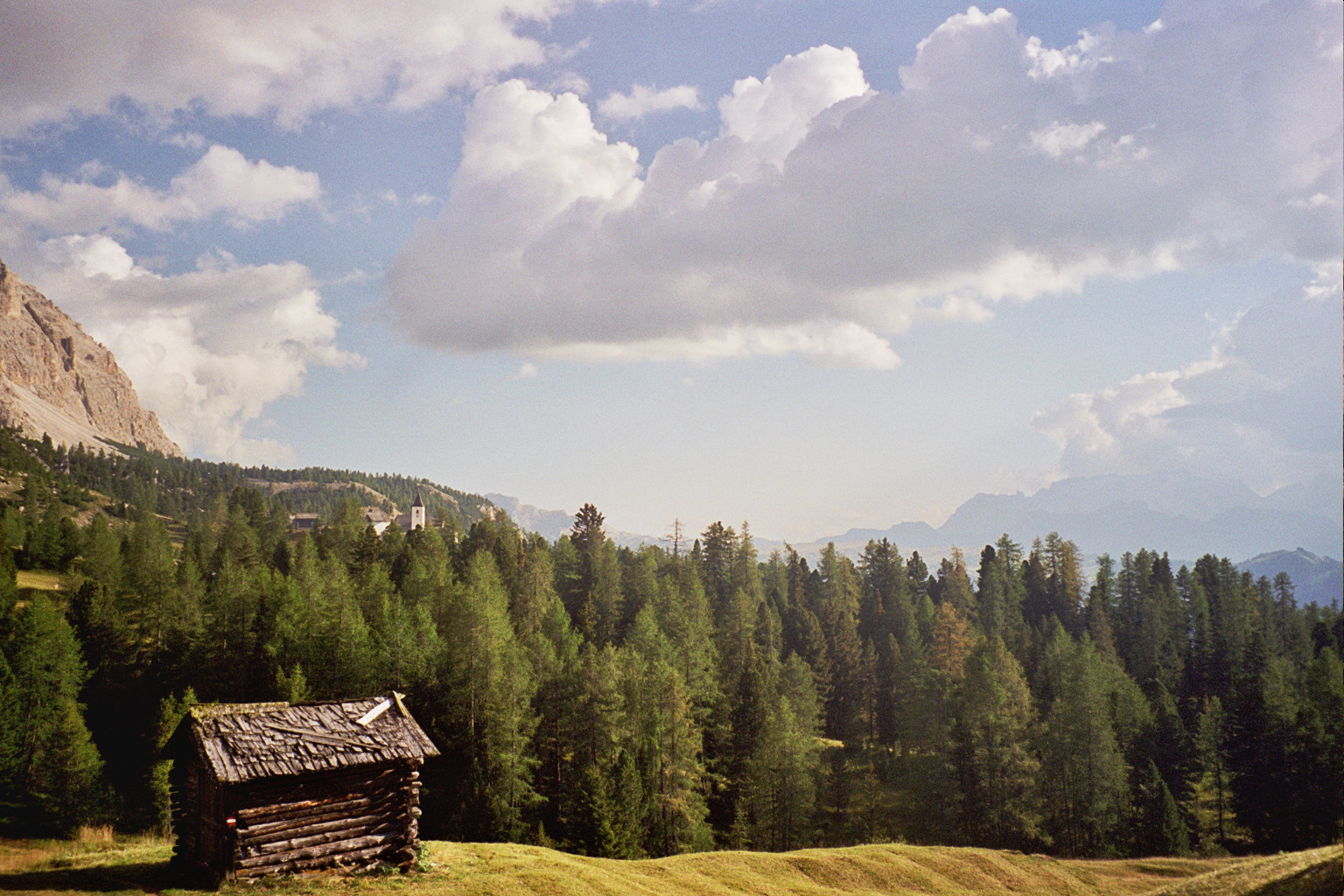
Vecchia baita sui prati d'Armentara. Sullo sfondo s'intravede il Santuario di Santa Croce

La Valle si trova nell'area orografica delle Dolomiti ed è da queste circondata.
A est, la valle è delimitata dal gruppo del Sasso di Santa Croce del quale sono visibili principalmente due cime che fungono da meridiana naturale: Cima Nove e Cima Dieci alte rispettivamente 2.968 e 3.026 m s.l.m. Queste, come anche i prati d'Armentara, il monte Pares coi prati limitrofi rientrano nel territorio del Parco naturale Fanes - Sennes - Braies. Quest'ultimo fa parte inoltre del bene protetto dall'UNESCO, patrimonio dell'umanità: Dolomiti.
A ovest, sul versante occidentale della Val Badia, ossia oltre il Rio Gadera rispetto al centro del paese, il comune lambisce le propaggini settentrionali del Gruppo del Puez.
A sud della valle, delimitata dalla stessa, dal Sasso di Santa Croce e dalla Val Badia si trova l'Alpe di Armentara, i cui prati possono essere confrontati con quelli famosi dell'Alpe di Siusi. Il versante meridionale della vallata è ricoperto principalmente da boschi.
Il versante nord della valle, delimitato dalle cime Cor e Pares e dal passo di Rit, è quello più densamente popolato. Convivono insieme sia boschi che terreni agricoli, sfruttati principalmente per la fienagione ed il pascolo.

## Origini del nome
Il toponimo è attestato nel 1225-1230 come Twenge, come Villa in Wenge nel 1296, come Wenge nel 1320 e come in Valle nel 1327.
Il nome ladino, da cui deriva quello italiano, è di origine piuttosto chiara. Il toponimo tedesco invece parrebbe derivare, secondo il linguista Lois Craffonara, dal baiuvaro wengi (campi), traduzione del toponimo ladino Ciamps attuale Cians, che rappresentava un tempo la località più popolosa.

## Storia

### Antichità
Già prima della nostra era, durante la tarda Età del Ferro, al tempo della Cultura di La Tène, al momento fiorente nell'arco alpino dell'Europa occidentale, sui pascoli e i prati dell'Armentara erano già state costruite molte piccole e semplici capanne in legno per la raccolta del fieno, a dimostrazione dello stanziamento stabile di una popolazione dedita all'agricoltura ed alla pastorizia in Val Badia e probabilmente nel territorio di La Valle, a partire fin dal 300 a.C., e maggior sviluppo intorno al 100 a.C., realizzate con tecniche assai avanzate per l'epoca, e rimaste più o meno immutate per secoli e millenni, quasi alla soglia dei tempi moderni.

### Medioevo
Nel 1018 il Conte reggente la Val Pusteria diede in dono la Badia orientale al monastero di Sonnenburg (oggi noto in italiano come Castel Badia), presso San Lorenzo di Sebato.

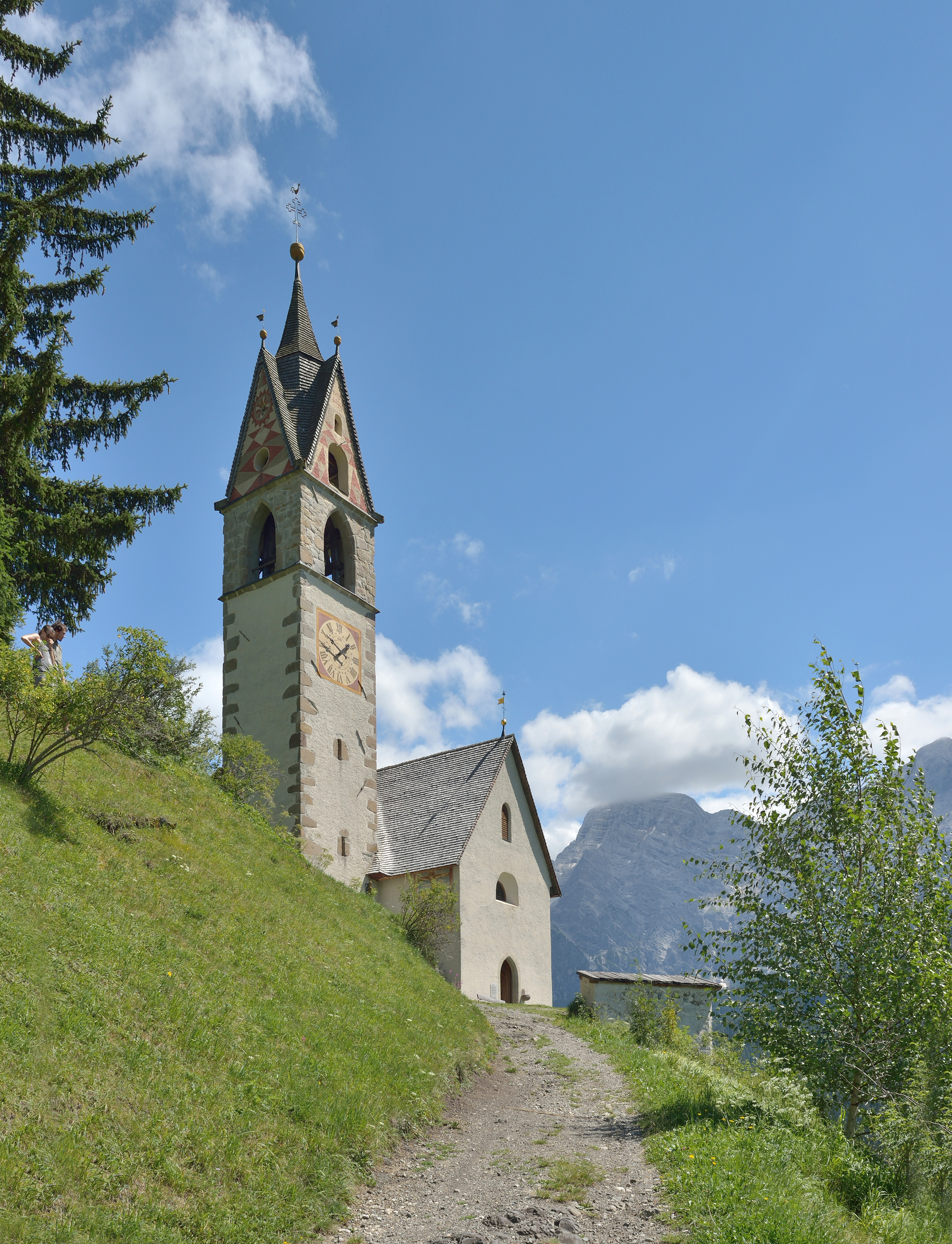
Chiesa di santa Barbara con la Cima Nove sullo sfondo

Dal 1296, un polittico o Urbario, costituente un documento medioevale scritto, in genere a forma di rotolo, custodito nel convento di Castel Badia (ted. Sonnenburg), indicava le singole località della Val Badia, che sul lato ovest della tavola, per la zona di La Valle, nominava espressamente, riportandoli nell'iscrizione, i siti di Armentara, Ronco, Picedac, Promperch e Rio.
La più antica fattoria agricola fu probabilmente realizzata a Tolpei, che rappresenta l'antico centro del paese. Nel 1382, l'antica chiesa di San Genesio è già menzionata nei documenti dell'epoca.
L'inaugurazione della cappella di tutti i santi, ma con speciale devozione a Santa Barbara, patrona dei minatori e della gente di montagna, e San Floriano, protettore contro gli incendi, detta per l'appunto "chiesetta di santa Barbara" risale all'anno 1490.
Nel Medioevo furono fabbricate a La Valle abitazioni ladine (piani bassi in muratura e superiori in legno) in stile romanico, come ad esempio a Furnacia, e successivamente in stile gotico, a Rü e a Runch.

### Età Moderna
Lungo il tardo medioevo e nella prima età moderna l'attività mineraria, soprattutto volta all'estrazione del ferro e dell'argento ebbe una notevole importanza, della quale una testimonianza è la Chiesa di Santa Barbara.
Nell'anno 1876 fu aperta al culto la nuova chiesa in stile neo-romanico, sul "Plan da Murin" (ita. Pian del Mulino, ted. Mühlplatz), a sostituire l'antica chiesa divenuta ormai troppo piccola per una comunità, cresciuta nel frattempo. L'antica chiesa, non più usata a scopi cultuali decadde progressivamente fino alla sua demolizione quasi completa nel 1935. Di conseguenza anche il centro del paese e delle attività commerciali si spostò attorno alla nuova chiesa elevata inoltre a parrocchia nel 1891.

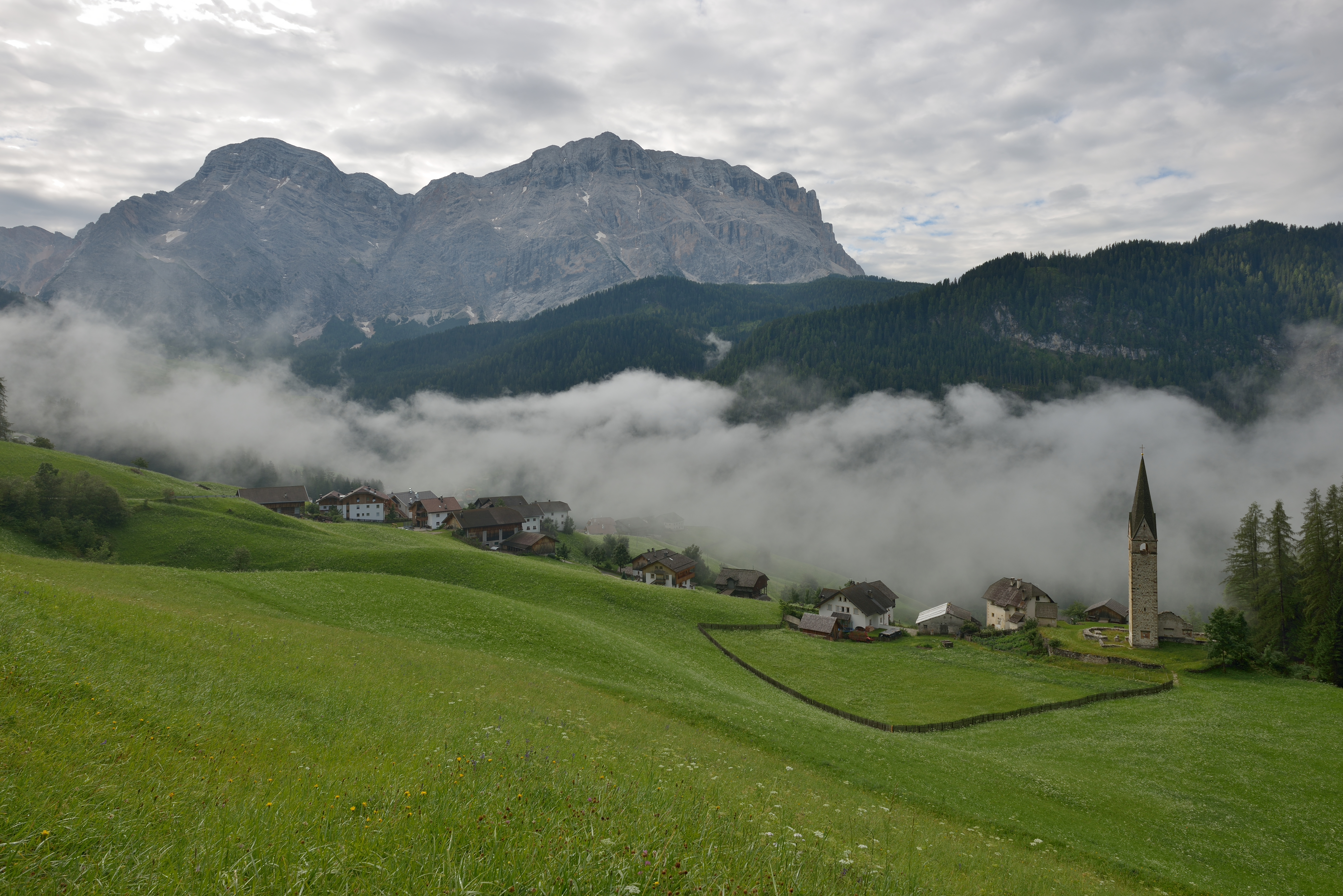
La chiesa antica e il Sasso di Santa Croce

Durante la prima guerra mondiale La Valle si è trovata molto vicina alla linea del fronte bellico italo-austriaco, che passava sul Col di Lana, il Passo Valparola e il Lagazuoi a sud-est della Val Badia. Sull'alpe Fanes erano ammassati i rinforzi e i servizi dell'esercito austro-ungarico, servito dalla strada militare che risaliva la valle di Marebbe. La Valle è appartenuta sino alla fine della prima guerra mondiale alla giurisdizione di Marebbe e faceva parte del distretto di Brunico.
Con la fine della prima guerra mondiale, La Valle e tutto l'Alto Adige, passarono all'Italia.
La lingua ladina, durante il fascismo italiano, venne considerata e dichiarata ufficialmente un dialetto italiano. Si avviò così una campagna di italianizzazione del Sud Tirolo guidata da Ettore Tolomei. Ad ogni luogo, non solo quelli dal nome tedesco, ma anche quelli dal nome ladino (nonostante la somiglianza o la frequente omogeneità delle due parlate), venne imposto un nome italiano, e così "La Val" divenne "La Valle". Molti cognomi locali furono pure italianizzati. Il fatto stesso di italianizzare la toponomastica e i nomi propri dimostra come nonostante il ladino fosse ritenuto dal fascismo un dialetto, era però di fatto trattato come una lingua minoritaria da eliminare. L'italianizzazione non ebbe però una diffusione così capillare. I piccoli paesi fuori mano, come La Valle, mantennero l'uso del ladino.
Nel 1930, il comune di La Valle, insieme a quello di Longiarù, fu annesso al comune di San Martino in Badia dal quale si distaccò nel 1965 tornando a costituire di nuovo un comune autonomo, mentre la località di Longiarù è rimasta con San Martino in Badia.
Nemmeno La Valle rimase completamente estranea alla modernizzazione delle valli dolomitiche degli anni '80, come dimostra il tentato progetto di unione delle due zone sciistiche Alta Badia e Plan de Corones attraverso il giogo e i prati di Rit e di Armentara. Tutte le aziende agricole, anche isolate, sono state collegate a La Valle da strade asfaltate, grazie anche ai contributi ed alle sovvenzioni finanziati dalla provincia autonoma di Bolzano, che ha reso possibile la realizzazione dei lavori.
Come ogni paese di questa regione turistica, La Valle affronta il problema di come la vecchia cultura possa essere conservata nello sviluppo rapido della modernità. La costante crescita della popolazione ha portato anche all'espansione dei piccoli masi e di frequente all'abbattimento di antiche case coloniche, che non rispondevano più alle esigenze odierne, sostituite poi da nuovi edifici, costruiti comunque in conformità allo stile ladino o tirolese. Ad ogni modo La Valle senza impianti di risalita invernali e senza strutture alberghiere di grande portata resta in qualche modo più rustica rispetto alla maggioranza dei paesi ladini.
Nel 1980 venne istituito il Parco naturale Fanes - Sennes - Braies del quale fanno parte 1343 ettari del territorio comunale.. Questo stesso entrò poi a fare parte del bene protetto UNESCO Dolomiti nel giugno 2009.

### Simboli
Lo stemma è ispirato all'emblema della famiglia Rü (Pach) piccoli feudatari locali dal quale differisce per il colore e forma della banda. Infatti, in quello della famiglia Rü la banda centrale è blu e ondulata rappresentando un torrente (Rü infatti significa "fiume"). Lo stemma è stato adottato nel 1969.
Lo stemma precedente, visibile ancor oggi sul lato settentrionale del campanile della chiesa parrocchiale era azzurro al cuore alato ed incoronato, il tutto al naturale.

## Monumenti e luoghi d'interesse

### Architetture religiose
- Chiesa parrocchiale di San Genesio. I lavori di costruzione della chiesa di San Genesio ebbero inizio nel 1868. Fu consacrata il 29 novembre del 1876 dal vescovo Vinzenz Gasser. La costruzione segue uno stile neoromanico, con una navata ed un transetto. Sul lato nord si erge il campanile che raggiunge il 42 m ed è provvisto di finestroni a bifora su tutti e quattro i lati. Nel piano originale la chiesa avrebbe dovuto disporre di due torri campanarie. Sulla facciata, oltre al portone d'ingresso con architrave e timpano ad arco schiacciato, si apre un rosone e sopra di esso una finestrella a tutto sesto. Sul lato sud è posta la sacrestia. Il luminoso interno è coperto da una volta a botte. La crociera e il transetto hanno una volta a crociera. La cantoria, che ospita un pregevole organo, sovrasta la zona ai piedi della navata. La cantoria fu ampliata notevolmente nel 1998. Le pitture della volta e delle pareti furono realizzate dal pittore Max Gehri (Innsbruck, 1847 - 1909) tra il 1890 e il 1893 in perfetto stile nazareno. La chiesa possiede numerose sculture di valore, opere di artisti locali. Di particolare bellezza sono le sculture di San Giovanni Nepomuceno in gloria e la statua dell'Immacolata, entrambe di Domëne Moling. Non sempre esposta è la statua del Sacro Cuore dello scultore Franz Tavella.[11] Nel corso dell'anno 2013 la chiesa è stata oggetto di lavori che hanno portato alla pulizia e restauro degli affreschi e al rinnovamento dell'intero impianto presbiteriale. L'altare nuovo è stato consacrato l'8 dicembre 2013.
- Antica chiesa parrocchiale di S. Genesio. In località Dlijia Vedla sorgono i suggestivi ruderi dell'antica parrocchiale. Il primo accenno ad un edificio religioso a La Valle risale al 1382. Della chiesa rimangono solo le fondamenta, un tratto del muro settentrionale e il campanile. L'edificio era a navata unica, allungata in diverse epoche. Il campanile è decorato con pitture geometriche. Sull'unica parete rimasta sono visibili gli affreschi di tre stazioni della via crucis, restaurati nel 1990. Attorno alla chiesa era adagiato il cimitero di cui sono tuttora visibili le mura che lo circondavano e la cappella a est eretta probabilmente nel XIV secolo.[11]

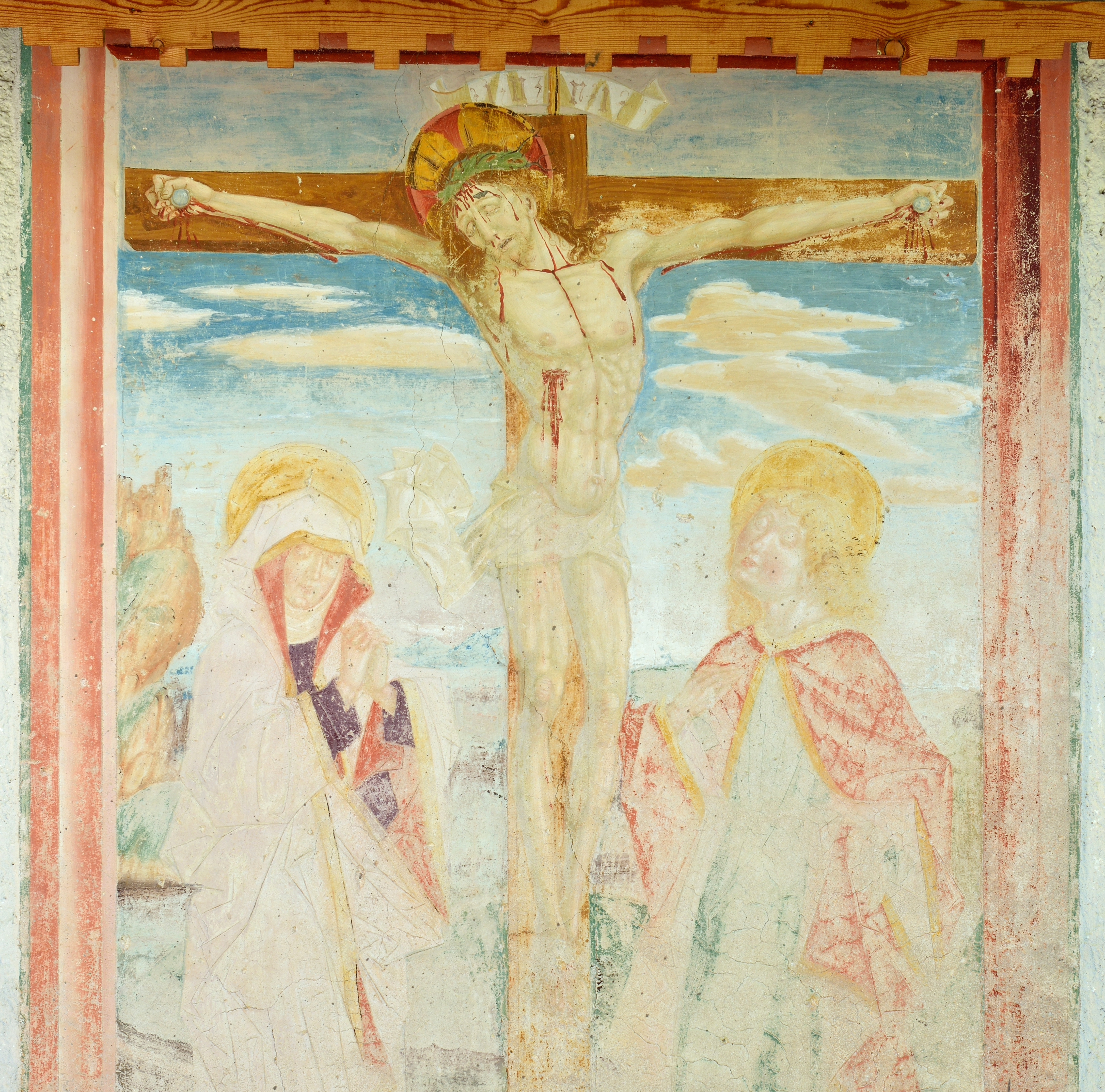
L'affresco della crocifissione attribuita a Friedrich Pacher

- Chiesa di Santa Barbara. Costruita nel 1490, si distingue per la spettacolare posizione in cui sorge. L'esterno, in chiaro stile tardo gotico, appare snello e sobrio. Sulla facciata si apre il portone e una finestra a lunetta. Il campanile è decorato con pitture geometriche e porta su ogni lato una finestra a sesto acuto sovrastata da una a tutto sesto. L'orologio porta la data del 1854. Sul lato settentrionale si trova un affresco della crocifissione della scuola di Michael Pacher e alle volte attribuito ad esso stesso, ma è probabilmente opera di Friedrich Pacher. L'interno conserva poco del suo aspetto originale. La volta a rete è decorata con viticci e medaglioni di santi. Le pareti sono anch'esse decorate. Sulla parete a sinistra dell'altare si conserva l'unica pittura originale dell'interno: Cristo circondato dai santi e dagli angeli, del 1490. Originali sono anche la porta, gli stipiti e l'architrave della sagrestia e la pregevole cantoria di legno.[11]

### Architetture civili
- Residenza Rü. Un tempo residenza della famiglia dei signori di Pach, in ladino Rü. Si trova in località Rü. La costruzione, diverse volte ampliata, appare essenzialmente tardogotica. Alcune finestre presentano cornici a motivi geometrici tra i quali s'intravede anche lo stemma famigliare, attuale stemma comunale. Di un certo valore è la cappella privata, non aperta al pubblico.[11]
- Residenza Runch. Sede del giudice di Marebbe sotto la cui giurisdizione era posta la valle. In cantina si trova la data 1588. La stube rinascimentale riporta quella del 1604. L'edificio in località Runch dà subito all'occhio per la sua costruzione massiccia e interamente in muratura, che contrasta con le case rurali che la circondano. Nella cantina è anche presente un carcere.[11]

### Beni culturali tutelati
| Foto | Denominazione                                                                                                   | Posizione                   | Descrizione                                                                                    |
| ---- | --- | --------------------------- | ---------------------------------------------------------------------------------------------- |
|      | Vecchia chiesa parrocchiale di San Genesio con la cappella cimiteriale e piazza della Chiesa a La Valle vecchia | 46°39′38.21″N 11°55′54.89″E | Chiesa distrutta nel 1930, campanile tardogotico e cappella cimiteriale altomedievale          |
|      | Vecchia canonica                                                                                                | 46°39′37.47″N 11°55′55.55″E | Canonica con affresco barocco in facciata                                                      |
|      | Rungg | 46°39′51.72″N 11°55′41.94″E | Residenza                                                                                      |
|      | Rü | 46°39′26.26″N 11°55′54.8″E  | Residenza con nucleo tardogotico, successivamente ampliata, cappella privata risalente al 1636 |
|      | Promberg | 46°39′23.05″N 11°54′23.91″E | Blockbau tardogotico a tronchi interi con granaio in muratura                                  |
|      | Nuova chiesa parrocchiale di San Genesio con il cimitero                                                        | 46°39′27.48″N 11°55′27.62″E | Chiesa costruita tra 1868 e 1874 in forme storicistiche                                        |
|      | Mulino a Rumestlungs                                                                                            | 46°39′05.4″N 11°56′34.66″E  | Mulino con affresco barocco                                                                    |
|      | Granaio | 46°40′11.74″N 11°54′31.41″E | Granaio tardogotico, trasformato in cappella nel XVIII secolo                                  |
|      | Ex osteria Unterwirt                                                                                            | 46°39′36.66″N 11°55′58.02″E | Casa con pittura barocca in facciata                                                           |
|      | Colz | 46°39′10.75″N 11°56′50.43″E | Casa con tetto a padiglione, porta barocca e finestre dipinte                                  |
|      | Chiesa di Santa Barbara                                                                                         | 46°39′33.78″N 11°55′51.49″E | Chiesa tardogotica con campanile, alcuni affreschi del XV secolo.                              |

### Aree naturali
Nel paese sono presenti diversi monumenti naturali. Tra questi, a nord del paese, facilmente raggiungibili, si trovano due piccoli stagni. Il primo si trova sull'omonimo giogo, detto di Rit, il secondo invece si trova sopra la località di Ciampai, di cui porta il nome. Sui prati di Armentara, sulla strada che scende verso Badia si trova il suggestivo insieme di laghetti di Valacia il maggiore dei quali è protetto. Infine di grande interesse sono pure le morene del passo di Sant'Antonio.

## Società

### Ripartizione linguistica
La Valle è il comune con la più elevata percentuale di abitanti di madrelingua ladina (parlato nella sua variante badioto) dell'intero Alto Adige, il 96,45% (censimento 2024):
Secondo il censimento del 1900, il 100% della popolazione era di lingua ladina.
| Ripartizione linguistica | 1971   | 1981   | 1991   | 2001   | 2011   | 2024   |
| ------------------------ | ------ | ------ | ------ | ------ | ------ | ------ |
| Madrelingua italiana     | 0,00%  | 0,53%  | 0,78%  | 0,58%  | 0,81%  | 1,70%  |
| Madrelingua tedesca      | 0,65%  | 0,71%  | 0,87%  | 1,75%  | 1,53%  | 1,85%  |
| Madrelingua ladina       | 99,35% | 98,76% | 98,35% | 97,67% | 97,66% | 96,45% |

### Evoluzione demografica
Abitanti censiti

## Geografia antropica

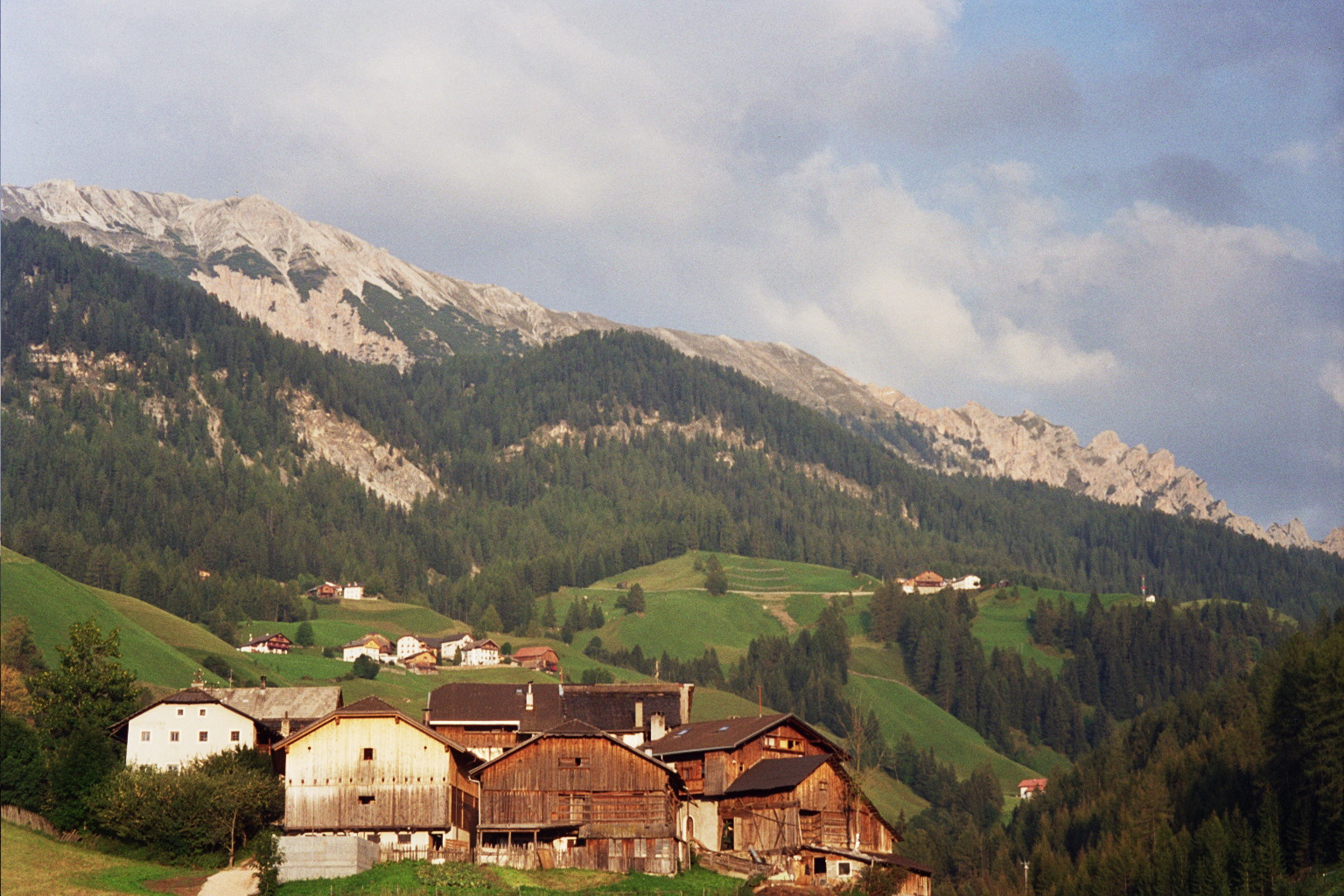
Esempi di masi a La Valle. In primo piano Lunz, seguito da Frëines, Ciurnadù e in alto a destra Coz

Oltre le due frazioni maggiori: La Valle e Pederoa, il comune è composto da una serie di piccoli abitati, corrispondenti a volte a fattorie o casali, denominati in ladino, viles. Questi, quasi tutti, funzionano ancora oggi seguendo l'antico sistema del maso chiuso.
Il versante settentrionale della Val di Spessa, più soleggiato e meno scosceso è il più densamente popolato. Qui troviamo il centro del paese (La Valle) sede del municipio e della chiesa parrocchiale. Le viles che si adagiano su questo versante sono: Costa, Pastrogn, Ciampëi, Biei, Runch, Cians, Taela, Rü, Miribun, Tolpëi, Dlijia Vedla, Ciablun, Funtanela, Ciurnadù, Coz, Spëscia, Frëines, Rumustluns, Al Bagn, Mirió, Plans, Alcialc', Lunz, Morin, Ciampló, Lé e Cestun.
Nel fondo della Val Badia, ad entrambi i lati del fiume Gadera si trova Pederoa (ladino Pidrô) importante per la zona artigianale. Sul versante occidentale della Val Badia, appartenenti al comune di La Valle ci sono le viles di: Pramperch, Picedac', Tru, Sovì e Aiarëi.
Infine sul versante meridionale della val di Spessa e sul versante occidentale della Val Badia troviamo le viles di: Furnacia, Arciara e Col.

## Economia

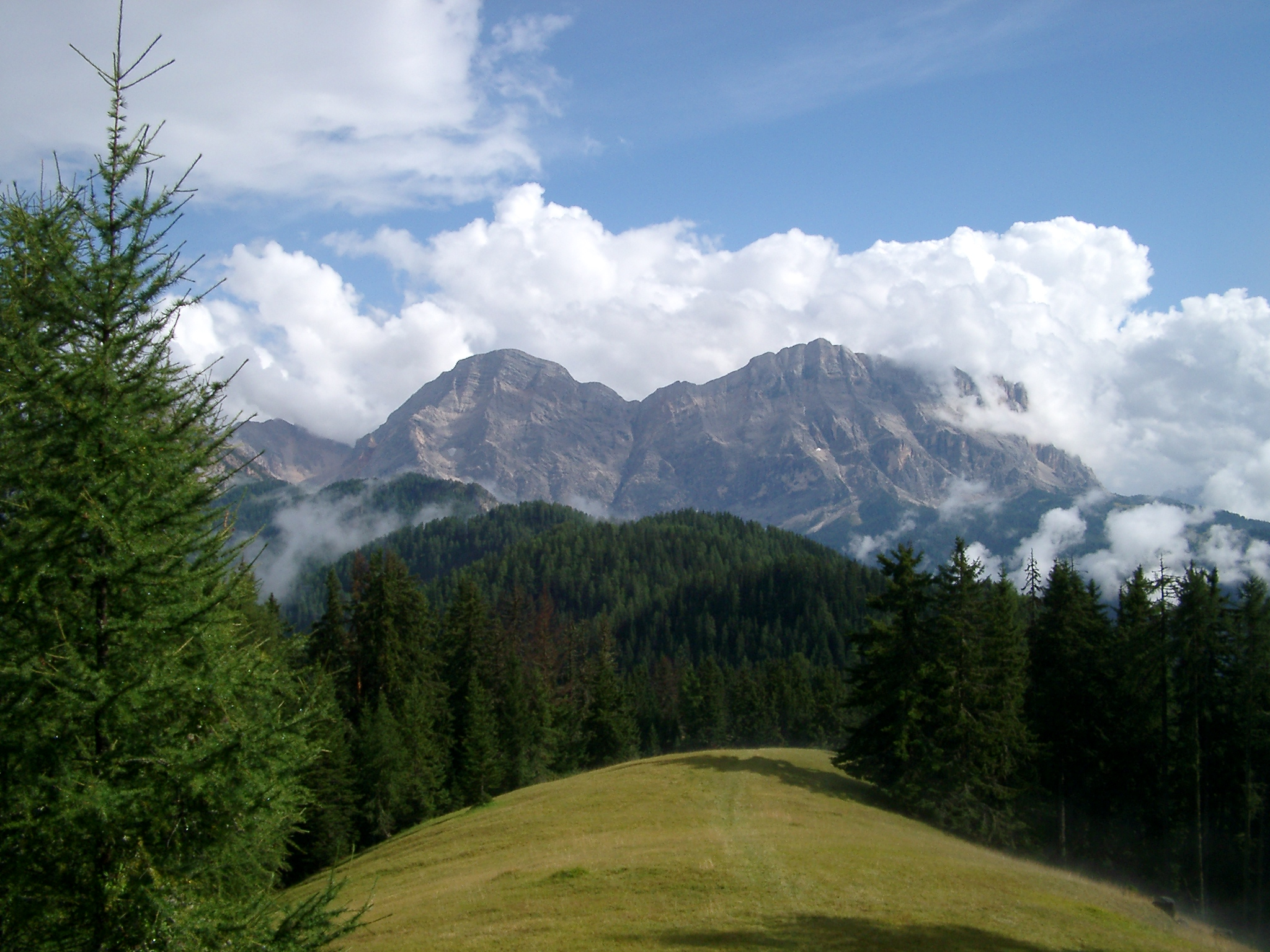
Il Sasso di Santa Croce da Cor

L'attività economica principale è data dal turismo. La Valle infatti fa parte del consorzio turistico dell'Alta Badia. È l'unico comune della Val Badia a non avere impianti di risalita all'interno del suo territorio. Questo rende questa località particolarmente apprezzata nel periodo estivo per il suo ambiente incontaminato. Da La Valle partono molti ameni percorsi escursionistici. In particolare la forcella di Sant'Antonio dà accesso all'alpe di Fanes piccola. Molto apprezzati per l'escursionismo sono, oltre ai già citati prati dell'Armentara, i prati di Rit che lambiscono la cima Pares. Il turismo invernale è favorito dalla posizione centrale, equidistante dai comprensori sciistici dell'Alta Badia e del Plan de Corones. Inoltre nel suo territorio ci sono varie piste naturali per slittino e numerosi percorsi di sci alpinismo.
I numerosi prati che circondano La Valle sono soprattutto sfruttati per la fienagione ed il pascolo del bestiame, principalmente bovino.
A sud di Pederoa si trova un'ampia zona artigianale e commerciale, dove è rilevante la tessitura e la lavorazione del legno in tutte le sue fasi.

## Amministrazione
| Periodo | Periodo | Primo cittadino | Partito             | Carica  | Note     |
| ------- | ------- | --------------- | ------------------- | ------- | -------- |
| 1965    | 1969    | Sepl Videsott   | lista civica        | Sindaco |          |
| 1969    | 2000    | Carlo Miribung  | lista civica        | Sindaco |          |
| 2000    | 2015    | Franz Complojer | lista civica        | Sindaco |          |
| 2015    | 2024    | Angelo Miribung | lista civica La Val | Sindaco | Deceduto |

### Gemellaggi
La Valle è gemellata con:
- Pfronten, dal 12 gennaio 2020[25]